# La Remuée
La Remuée ist eine französische Gemeinde mit 1.280 Einwohnern (Stand: 1. Januar 2022) im Département Seine-Maritime in der Region Normandie. Sie gehört zum Arrondissement Le Havre und zum Kanton Saint-Romain-de-Colbosc. Die Bewohner werden Remotais und Remotaises genannt.

## Geographie
La Remuée liegt etwa 22 Kilometer ostnordöstlich von Le Havre in der Naturregion Pays de Caux. Umgeben wird La Remuée von den Nachbargemeinden Les Trois-Pierres im Norden, Mélamare im Osten, La Cerlangue im Süden, Saint-Vincent-Cramesnil im Südwesten sowie Saint-Romain-de-Colbosc im Westen.

## Einwohnerentwicklung

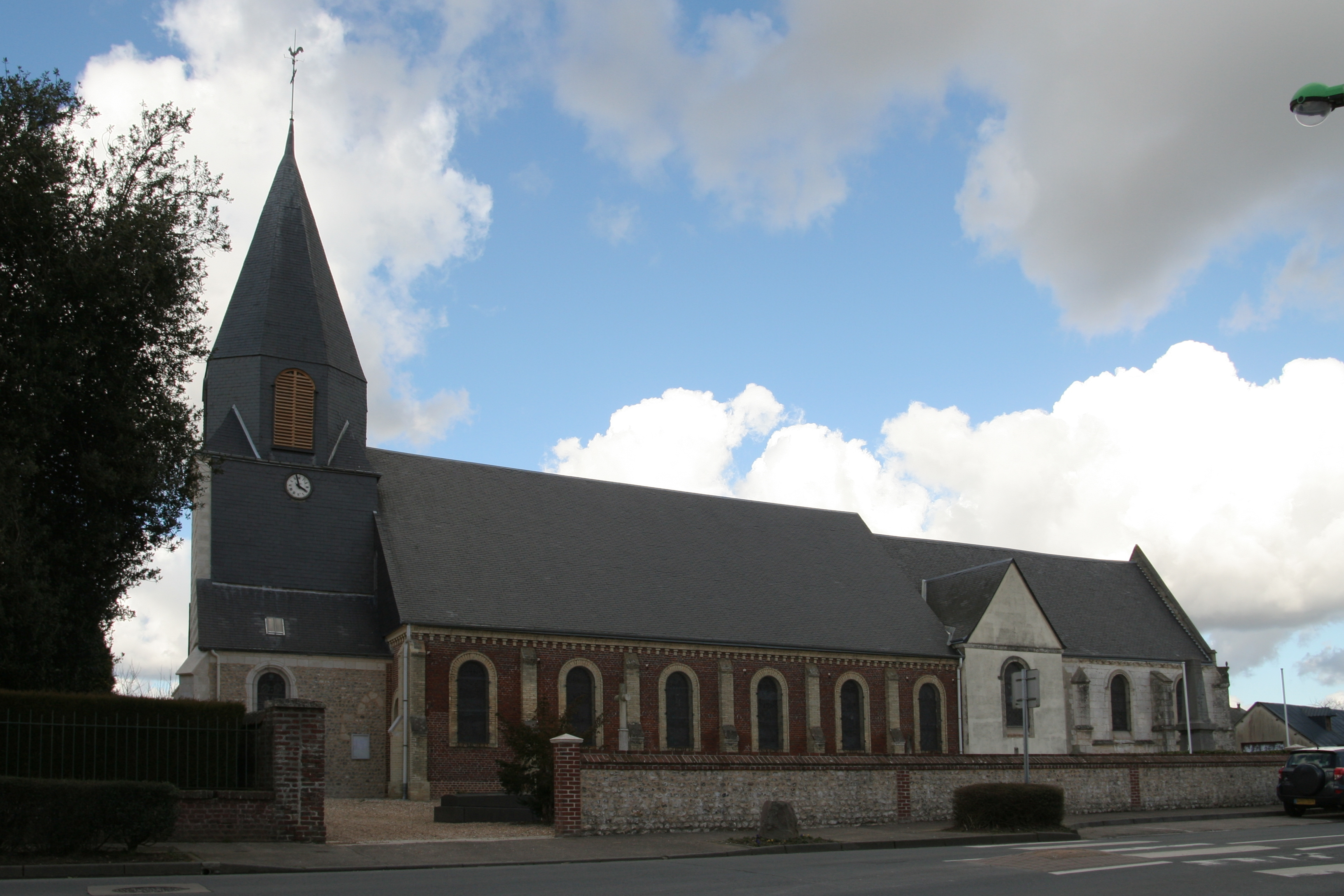
Kirche Notre-Dame

| Einwohner                                                  | 449 | 484 | 640 | 711 | 861 | 1.176 | 1.301 | 1.306 | 1.274 |
| Ab 1962 offizielle Zahlen ohne Einwohner mit Zweitwohnsitz |     |     |     |     |     |       |       |       |       |

## Sehenswürdigkeiten
- Kirche Notre-Dame, ursprünglich aus dem 13. Jahrhundert, heutiger Bau aus dem 18./19. Jahrhundert
- Buddhistischer Tempel
- Schloss Maréfosse aus dem 17. Jahrhundert